# Andere werken aan Homerus toegeschreven
Er is een aantal literaire werken die ten onrechte aan Homerus worden toegeschreven. Dit zijn:
1. De zogenaamde Homerische Hymnen;
2. De Kikker-muizen-strijd (Grieks Batrachomyomachia);
3. De Margites (Grieks Μαργίτης).

## Homerische Hymnen
De Homerische Hymnen is een verzameling van 33 gedichten in dactylische hexameters, ter ere van allerlei Griekse goden. Ze zijn mogelijk afkomstig van de aoidoi, rondreizende zangers, een soort troubadours, die aan Homerus toegeschreven stukken voordroegen op religieuze feesten. Als "preludium" improviseerden zij dergelijke godenhymnen.
Deze "hymnen" hebben geen echt religieus karakter. Ze zijn eerder episch-verhalend van toon. Ze vallen moeilijk precies te dateren en beslaan een grote tijdsperiode. De meeste komen waarschijnlijk uit de archaïsche periode, de 7e en 6e eeuw v.Chr., maar sommige zijn van later datum, misschien wel zo jong als de 3de eeuw v.Chr.

## De Batrachomyomachia
De Batrachomyomachia is een amusante parodie op de Ilias. Een ruzie tussen de muizen en de kikkers groeit uit tot een gevecht met epische dimensies. Taal en stijl zijn volkomen identiek aan Homerus.
Reeds in de Oudheid sprak het samengaan van verheven stijl en banaal onderwerp tot de verbeelding. Over de datering lopen de meningen uiteen: tussen de 3e en de 6e eeuw v.Chr. Mogelijk is het gedicht zelfs in de vroeg-Byzantijnse tijd geschreven.

## DeMargites
De Margites verhaalt de komische geschiedenis van een geboren pechvogel: "vele zaken verstond hij, maar slecht verstond hij ze alle..."